# Arthur Henry Gibson
Arthur Henry Gibson   (Woolwich, 18 de juliol de 1888 - Ruislip, 8 d'abril de 1958), conegut com a Victor Raine Gibson, fou un futbolista anglès de la dècada de 1910 i entrenador.
Es pensava que havia jugat a Morton FC i Falkirk FC, dades probablement incorrectes. L'any 1911 va fer una gira amb el club amateur Plumstead FC, on jugà a Barcelona enfront el RCD Espanyol.
Juntament amb William Hodge i Frank Allack va fitxar pel conjunt blanc-i-blau. A l'Espanyol va ser capità i fins i tot va arribar a exercir d'entrenador. També va ser el primer seleccionador català (1912) en el debut de Catalunya contra França.
Marxà a França on continuà la seva carrera com a jugador i entrenador a clubs com FC Cette, SO Montpellier, Olympique de Marsella, FC Sochaux, SC Bastidienne i Hispano-Bastidienne.